# 中村雨紅

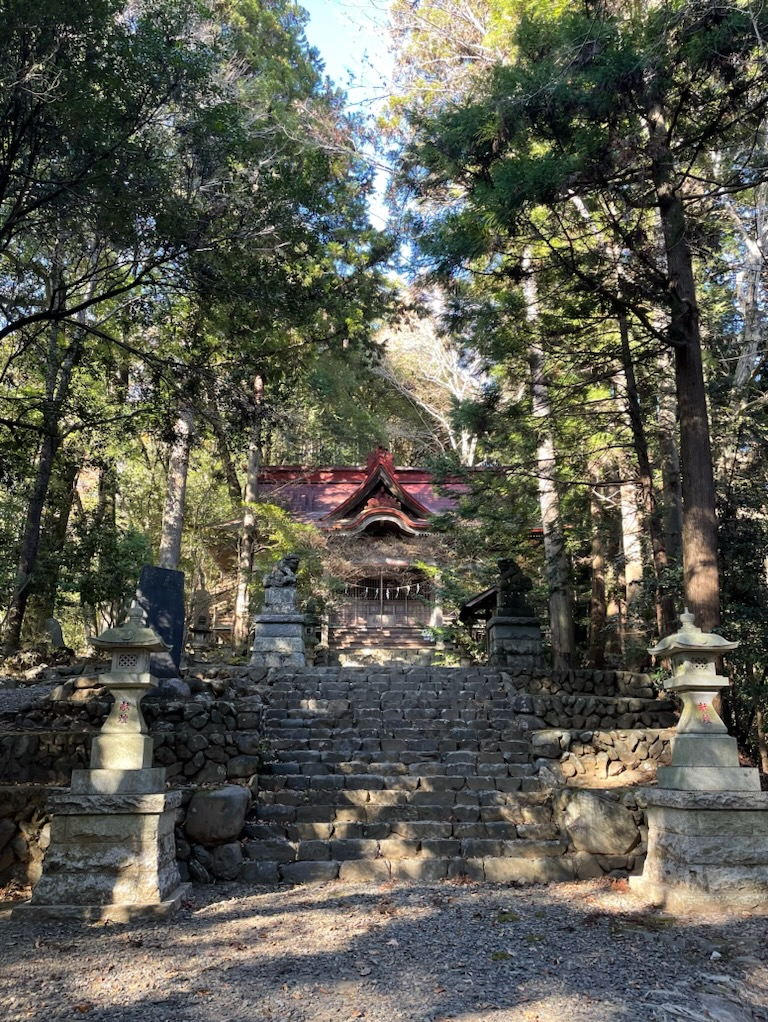
宮尾神社【住吉神社琴平神社合社】

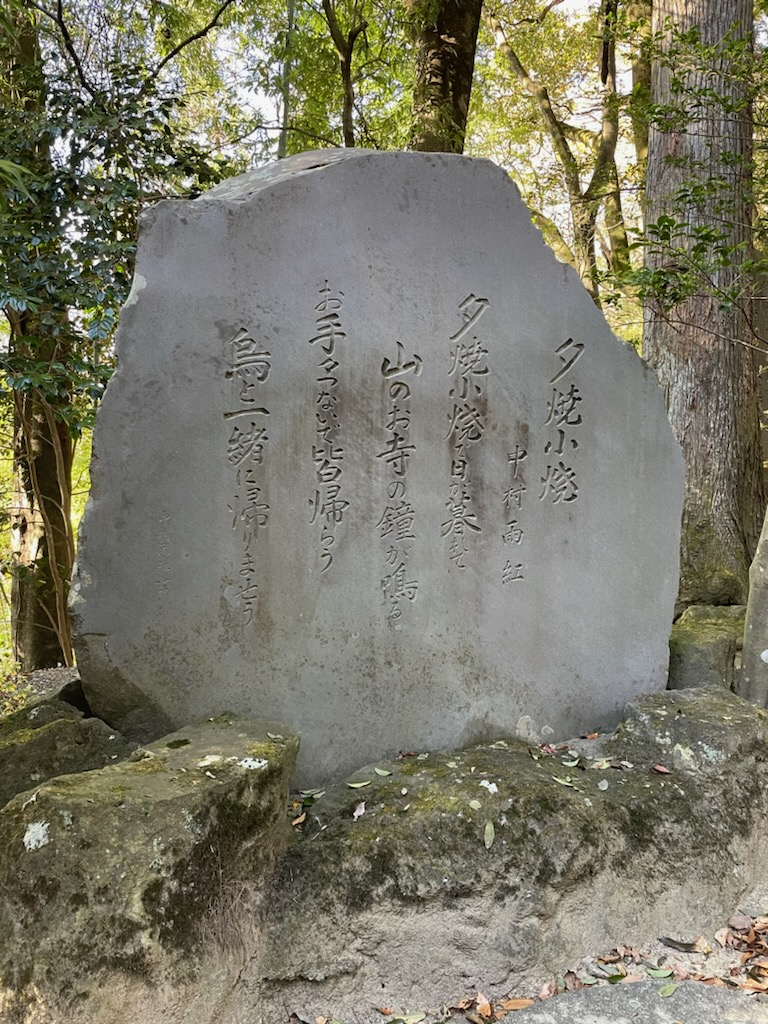
夕焼小焼　石碑

中村雨紅（なかむら うこう、1897年1月7日〈戸籍上は2月6日〉- 1972年5月8日）は、日本の大正期の詩人・童謡作家である。
本名は、髙井宮吉（たかい みやきち、出版物など一般的には「高井宮吉」と表記される）。東京府南多摩郡恩方（おんがた）村（現在の東京都八王子市上恩方町）出身。代表作は、故郷恩方の風景を歌った『夕焼小焼』。1919年に作詞し、1923年に草川信が曲をつけた。

## 経歴
宮尾神社（現在の東京都八王子市上恩方町2089、八王子市「夕やけ小やけふれあいの里」に隣接）の宮司・髙井丹吾（たかい たんご）とその妻・シキの間の三男として生まれる。宮尾神社の社務所で生まれたことから「宮吉」と命名された。1909年に上恩方尋常小学校（現：八王子市立恩方第二小学校）を卒業。1911年に恩方村報恩高等小学校を卒業。1916年に東京府青山師範学校（現：東京学芸大学）を卒業。同年に東京府北豊島郡日暮里町第二日暮里小学校（現：荒川区立第二日暮里小学校）の教師となる。1917年、おばの家である中村家の養子となる。1918年に日暮里町第三日暮里尋常小学校（現：荒川区立第三日暮里小学校）へ転勤した。
師範学校を卒業し理想に燃えて教師の道を進んだものの、当時の日本の子供たちは貧しく生活も荒廃していた。雨紅は教師として貧しい子供たちと接するうちに情操教育の必要性を痛感し、第三日暮里尋常小学校で「学級文集」を始めるとともに、自らも童話を執筆するようになる。
大正期には童話や童謡を掲載する児童雑誌が創刊され、1918年には鈴木三重吉が『赤い鳥』を創刊、翌1919年には斎藤佐次郎が野口雨情を編集長に迎え『金の船』を創刊。日本の子供たちに良質な児童文学を届けようという運動が花開いた時代であった。
第三日暮里尋常小学校に勤務中の1921年、高井宮の筆名で童謡『お星さん』などが児童文芸雑誌『金の船』に掲載、作品が野口雨情に絶賛される。しかし職場からは理解が得られず、勤務先の校長からは作家との二足のわらじは教職の妨げになると止められたため、敬愛する野口雨情にも絶賛された童話の執筆をやめ、どこでも構想を練ることができる童謡の詩作に専念することとなる。
1923年に代表作となる『夕焼小焼』を発表。雨紅は通勤時に恩方村から八王子駅までの約16kmを歩いて通っていたが、その帰り道に見た夕焼け空に、幼い日の想い出や村の風景などを重ね合わせて描いた歌詞であった。この楽曲はピアノ練習用の譜面帳に掲載されていたが、同年9月1日に発生した関東大震災で紙型から何から一切を焼失、わずかに人手に渡っていて奇跡的に焼失を逃れた13部の楽譜を元に、この歌は人々の口から口へと歌い継がれて広まり、日本の代表的な童謡の一曲となった。
同年には中村家との養子縁組を解消して高井に戻り、漢学者本城問亭の次女千代子と結婚。1924年には長男・喬（たかい たかし、1924年 - 1946年）が誕生。
1926年に日本大学高等師範部国漢科を卒業、神奈川県立厚木実科高等女学校（現：神奈川県立厚木王子高等学校）の国語教師となり厚木へ赴任。その後は生涯、現在の厚木市に在住することとなる。1927年には長女・緑（たかい みどり）が誕生。
この間、野口雨情に師事する。筆名「中村雨紅」は、養子先の姓「中村」と、敬愛する野口雨情にあやかり「雨」の字を頂くとともに「紅」は「染まる、似通う」という意味を込めて命名した。
1949年に高校の国語教師を退職。1956年に雨紅の還暦を祝して恩方村の有志が生家の宮尾神社境内に『夕焼小焼』の歌碑を建立、それを機に興慶寺をはじめ、恩方村内の寺院でゆかりの鐘（歌詞に由来）や歌碑の設置が進み、作曲者・草川信の故郷の長野県内でも歌碑が建立された。
1965年には望郷の念と母への想いを歌った『ふるさとと母と』を作詞、1970年には雨紅自身の願いにより、興慶寺に『ふるさとと母と』の歌碑を建立した。その翌年の1971年、雨紅は神奈川県立厚木病院（現：厚木市立病院）へ入院し、1972年5月6日に逝去した。75歳没。遺骨は生家の宮尾神社の南、髙井丹雄墓所内に埋葬された。
没後の1993年7月には、雨紅がその生涯の大半を過ごした厚木市の市立厚木小学校にも「中村雨紅記念歌碑」が建立されている。
2005年12月25日からJR八王子駅では、各番線の発車メロディとして『夕焼小焼』を採用した。その他、多くの市区町村の防災行政無線の夕方の時報曲としても採用されている。
雨紅と縁のある八王子市内の小・中学校には
雨紅自身が校歌を作曲した経歴がある。

## 主な作品

### 作詞
- 『夕焼小焼』作曲：草川信
- 『ふる里と母と』作曲：山本正夫
- 『お舟の三日月』作曲：山本正夫
- 『こんこん小兎』作曲：山本正夫
- 『早春』作曲：山本正夫
- 『花吹雪』作曲：山本正夫
- 『花の夕ぐれ』作曲：山本正夫
- 『坊やのお家』作曲：山本正夫
- 『赤いものなあに』作曲：山本正夫
- 『かくれんぼ』作曲：林松木
- 『父さん恋しろ』作曲：林松木
- 『ギッコンバッタン』作曲：井上武士
- 『紅緒のぽっくり』作曲：井上武士
- 『秋空』作曲：石島正博
- 『海が逃げたか』作曲：星出敏一
- 『荻野音頭』作曲：細川潤一
- 『カタツムリの遠足』作曲：吉田政治
- 『こほろぎ』作曲：黒沢隆朝
- 『子猫の小鈴』作曲：守安省
- 『ねんねのお里』作曲：杉山長谷夫
- 『ばあやのお里』作曲：寺内昭
- 『星の子』作曲：黒沢孝三郎
- 『みかんとお星さま』作曲：斎藤六三郎

### 著書
- 『夕やけ小やけ 中村雨紅詩謡集』1971年
- 『中村雨紅詩謡集』1971年
- 『抒情短篇集 若かりし日』1975年
- 『中村雨紅 お伽童話 第1集 - 第3集』1985 年
- 『中村雨紅 青春譜』1994年